# Alleizettella leucocarpa
Alleizettella leucocarpa là một loài thực vật có hoa trong họ Thiến thảo. Loài này được (Champ. ex Benth.) Tirveng. mô tả khoa học đầu tiên năm 1983.